# Fiolteatret
Fiolteatret er et nedlagt københavnsk teater.
Teatret startede i en baggård til Fiolstræde 28 i 1961 (deraf navnet). Den 13. januar 1962 havde teatret første premiere med  Harold Pinters 'Køkkenelevatoren' og Finn Methlings 'Javel hr. Direktør'. Leon Feder var instruktør og Chr. Ludvigsen dramaturg . I 1970 flyttede teatret til Halmtorvet hvor det blev afløst af Husets Teater i 1992. Teatret var 'hjemløst', dvs. uden stationær scene i 1969 og 1970.
Teatret var oprindeligt et avantgarde-teater, Danmarks første, der spillede samtidig dansk og udenlandsk dramatik af blandt andre absurde dramatikere som Samuel Beckett og Eugène Ionesco. Blandt teatrets største succeser de første år kan nævnes Klaus Rifbjergs 'Udviklinger', Klaus Rifbjerg og Jesper Jensens 'Hvad skal vi lave?' og 'Diskret Ophold', samt Becketts 'Glade Dage', som med Bodil Udsen i den store monolog endda blev overført til TV. I perioden på Halmtorvet 9 var repertoiret præget af social indignation og engagement, ligesom teatret aktivt tog del i fagforbundenes og venstrefløjens politiske liv. Således opførte Fiolteatret i 1970 stykket 'Orden Hersker i Berlin' om den tyske Novemberrevolution i 1918 og efterfølgende de efterfølgende mord på Rosa Luxemburg og Karl Liebknecht. Dele af dette stykke blev også opført foran Det Kongelige Teater fra ladet af en lastbil under de voldsomme Verdensbankdemonstrationer. 1971 opførte teatret Jesper Jensen, Benny Holst og Arne Würglers 'Husker du vor skoletid?', der efterfølgende blev udsendt på lp på forlaget demos.
Teatret blev startet af den arkitektstuderende Ole Leonardo Pedersen og hans kone Merete samt skuespillerne Jan Zangenberg og Bodil Ellehammer. Arne Skovhus overtog ledelsen 1967 til 1972, hvorefter teatret var principielt kollektivt ledet frem til en kort direktørledet periode i 1992 til 1994, hvor teatrets økonomi fik det endelige grundskud. 
Teatret havde i en kort periode under Arne Skovhus sin egen teaterskole, hvor blandt andre Hans Henrik Clemensen, Pierre Miehe-Renard og Litten Hansen er uddannet.